# Günter Heidel
Günter Heidel (* 11. Juni 1942 in Leisnig, Sachsen; † 15. November 2013 in Dresden) war ein deutscher Arzt und Medizinhistoriker.

## Leben und Wirken
Heidel legte 1960 das Abitur an der Arbeiter-und-Bauern-Fakultät in Halle (Saale) ab und studierte anschließend Medizin in Sofia und Dresden, wo er 1966 promoviert wurde. Er war Assistenzarzt am Institut für Gerichtsmedizin und am Institut für Sozialmedizin der Medizinischen Akademie Dresden sowie Abteilungsleiter im Organisations- und Rechenzentrum dieser Hochschule. Von 1975 bis 1979 war Heidel Mitarbeiter der Abteilung Gesundheitspolitik im Zentralkomitee der SED (Sozialistische Einheitspartei Deutschlands) in Berlin. Am 1. September 1979 übernahm Oberarzt Günter Heidel die Leitung der Abteilung für Geschichte der Medizin an der Medizinischen Akademie „Carl Gustav Carus“ in Dresden. Diese Akademie wurde zum selben Zeitpunkt eine selbständige Abteilung. Heidel habilitierte sich 1980 mit einer Arbeit zu dem Kliniker Johann Ludwig Choulant. 1981 wurde Heidel zunächst als Hochschuldozent, dann als a.o. Professor und schließlich als o. Professor auf den neu eingerichteten Lehrstuhl für Geschichte der Medizin der Medizinischen Akademie „Carl Gustav Carus“ in Dresden berufen. Er hielt diesen Lehrstuhl bis 1992 inne. Heidel initiierte maßgeblich die Herausgabe der Schriften der Medizinischen Akademie Dresden.
Von 1992 bis 2004 arbeitete Heidel als praktischer Arzt in Dresden-Schönfeld. Sein Grab befindet sich auf dem Bühlauer Friedhof.

## Arbeitsgebiete
- Medizinhistoriographie
- Hygiene
- Zahnmedizin
- Personalgeschichte

## Veröffentlichungen
- Veränderungen der Oberflächenstruktur streptomycinresistenter Mikroorganismen und ihre genetische Deutung, Dresden 1966.
- Der Kliniker Johann Ludwig Choulant. Ein Beitrag zu Problemen der klinischen Medizin in der ersten Hälfte des 19. Jahrhunderts, Dresden Habilitationsschrift 1980.
- Der Dresdner Chirurg Johann August Wilhelm Hedenus (1760–1836). Aus Anlass des 150. Todestages am 19. Dezember 1986. Zentralblatt für Chirurgie 111 (1986), S. 1551–1558 (zus. m. B. Wündrich und A. Dehne)
- Dresdner sozialhygienische Bemühungen und deren Schicksal in der ersten Hälfte des 20. Jahrhunderts. Zeitschrift für die gesamte Hygiene und ihre Grenzgebiete 33 (1987), S. 551–554
- Die I. Internationale Hygiene-Ausstellung in Dresden und die Gründung des Deutschen Hygiene-Museums. Zeitschrift für die gesamte Hygiene und ihre Grenzgebiete 33 (1987), S. 411–415
- Carl Gustav Carus, Opera et Efficacitas. Wissenschaftliches Symposium zu Werk und Vermächtnis von Carl Gustav Carus am 22. September 1989, Verlag Carus-Akademie Dresden 1990.
- Johann Ludwig Choulant (1791–1861). Zum 200. Geburtstag des Begründers einer bedeutenden medizinhistorischen Tradition. Würzburger medizinhistorische Mitteilungen 9 (1991), S. 351–462
- Zur Tradition Dresdner medizinischer Ausbildungsstätten und ihre Zusammenarbeit mit den Vorgängereinrichtungen der TU Dresden. In: Geschichte der technischen Universität Dresden in Dokumenten und Bildern. Hrsg. v. Rektor. Bad 1. Dresden 1992, S. 99–100